# Oreochromis andersonii
Oreochromis andersonii es una especie de peces de la familia Cichlidae en el orden de los Perciformes.

## Morfología
Los machos pueden llegar alcanzar los 61 cm de longitud total.

## Distribución geográfica
Se encuentran en África: río Okavango, Angola y río Zambeze.